# Jules Cluzel

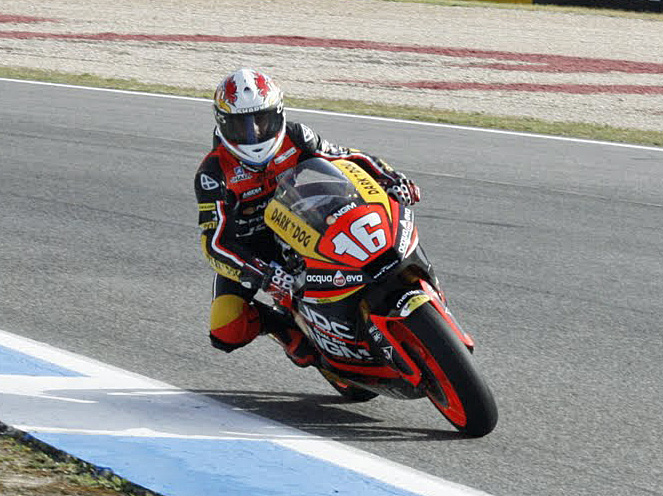
Jules Cluzel op het Autódromo do Estoril in 2011.

Jules Cluzel (Montluçon, 12 oktober 1988) is een Frans motorcoureur.
Cluzel maakte zijn debuut in de 125cc-klasse van het wereldkampioenschap wegrace in 2005 met een wildcard in zijn thuisrace op een Honda. In de laatste twee races van het seizoen in Turkije en Valencia mocht hij tevens Michele Pirro vervangen op een Malaguti. In 2006 maakte hij zijn fulltime debuut in de 250cc-klasse op een Aprilia, waarbij in zijn twee jaar op deze motorfiets een tiende plaats in zijn eerste seizoen in Maleisië zijn beste resultaat was. In 2008 keerde hij terug naar de 125cc-klasse, maar op een niet competitieve Loncin wist hij geen punten te behalen. Desondanks keerde hij in 2009 terug in de 250cc op een Aprilia, waarmee hij tijdens de eerste race in Qatar zijn eerste podiumplaats behaalde. In 2010 werd de 250cc vervangen door de Moto2, waar Cluzel op een Suter in uitkwam. Na opnieuw een podiumplaats in Qatar, won hij in Groot-Brittannië zijn eerste race.
Nadat hij in 2011 zijn successen van het vorige seizoen niet wist te evenaren, stapte Cluzel in 2012 over naar het wereldkampioenschap supersport. Op een Honda won hij de races op het Autodromo Nazionale Monza, Silverstone, het Autódromo Internacional do Algarve en het Circuit Magny-Cours, waardoor hij het kampioenschap als tweede afsloot achter Kenan Sofuoğlu. In 2013 maakte hij de overstap naar het wereldkampioenschap superbike, waarin hij op een Suzuki rijdt. In 21 van de 27 races eindigde hij in de punten, met een podiumplaats op Silverstone als beste resultaat, en eindigde hierdoor als tiende in het kampioenschap. Desondanks keerde hij in 2014 terug in het wereldkampioenschap supersport. Op een MV Agusta behaalde hij podiumplaatsen op het Phillip Island Grand Prix Circuit, het Misano World Circuit Marco Simoncelli en op Magny-Cours en eindigde hierdoor opnieuw als tweede achter Michael van der Mark. In 2015 bleef hij op een MV Agusta in het wereldkampioenschap supersport rijden en won de races op Phillip Island en het Autódromo Internacional do Algarve.